# Mănăstirea Panaghia Molivdoskepastos
Mănăstirea Panaghia Molivdoskepastos (în greacă: Ιερά Μονή Παναγίας Μολυβδοσκέπαστης) este o mănăstire ortodoxă greacă de călugări din Molivdoskepastos, în apropiere de Konitsa, Epir, în nord-vestul Greciei.

## Localizare
Sfânta Mănăstire Patriarhală și Stavropigiană din Molivdoskepastos este situată în regiunea Ioannina, lângă orașul Konitsa. Sfânta Mânăstire se află la 55 km de Ioannina și 20 km de Konitsa. Este situat într-o poziție geostrategică importantă, la doar câteva sute de metri de granița greco-albaneză și la 400 de metri de confluența râurilor Aoos și Sarantaporos, la poalele muntelui Meropi-Nemertsika. Cadrul său unic, împreună cu istoria sa lungă, fac din acest complex mănăstiresc unul dintre cele mai prestigioase monumente din regiunea mai largă a Epirului și un punct de referință pentru istoria greacă.

## Istorie
Această Sfântă Mânăstire a fost fondată în secolul al VII-lea de către împăratul Constantin al IV-lea Pogonatus (668-685 d.Hr.) la întoarcerea sa dintr-o expediție în Sicilia în 671-672. Între secolele XII și XVII, Mănăstirea Stavropighială Panaghia Molivdoskepastos a servit de asemenea ca sediu al Arhiepiscopiei Pogonian.
În timpul domniei turcești, mănăstirea a fost un centru spiritual, cultural și economic al zonei. În mod indicativ, în secolul al XIV-lea a fost înființată o școală pentru cărturari (chirografii) în care preoții-profesori au învățat arta transcrierii manuscriselor la călugări și laici. Este de remarcat faptul că mulți savanți și scriitori ai vremii au absolvit această școală. Sfânta Mănăstire avea dependențe mari (metohuri) în Principatele Dunărene. În afara zidurilor sale, spre nord-vest, a existat un mare centru comercial, așa-numit, chiar astăzi, zona Pazari, care a ajutat finanțele mănăstirii.
După 1913, mănăstirea a rămas fără călugări, proprietățile ei au fost înrădăcinate și sfintele artefacte și moaște au fost furate. În 1943, când zona a fost bombardată de naziști, ea a fost aproape căzută la pământ. Chiliile și arhiva au fost incendiate, iar biserica mănăstirii a fost jefuită. În 1988, mănăstirea a fost însoțită încă o dată de frăția de astăzi, cu încurajarea și îndrumarea Sfântului Paisios Athonitul recent canonizat și cu binecuvântările regretatului mitropolit Sebastianos.